# Colonia El Sauzal
Colonia El Sauzal, ou simplement El Sauzal, est une localité rurale argentine située dans le département de Puelén, dans la province de La Pampa.

## Géographie
Elle est située sur les rives du río Colorado, immédiatement au nord de la ville de 25 de Mayo (dont elle dépend administrativement) et à côté de la frontière avec la province de Río Negro. Elle est traversée par la route nationale 151 (RN 151), qui franchit le río Colorado au niveau du pont du barrage de Punto Unido, inauguré en 1961. Il s'agit d'un barrage de dérivation des eaux de la rivière, ainsi que du pont de la RN 151, où l'eau est prélevée pour irriguer la colonie,.
Colonia El Sauzal se compose d'un petit hameau et d'une zone de fermes irriguées, dont la plupart sont improductives. La zone a été peuplée dans les années 1960 et 1970, lorsqu'elle a atteint son apogée en tant que colonie agricole. La loi provinciale no 2566 de 2010 a créé le Programa de Ordenamiento y Recuperación Productiva de El Sauzal pour promouvoir la production des terres.
L'école primaire no 141 appelée Jacinto Guiñazú est située ici. L'école dispose également d'une école maternelle.